# The Viking Museum
The Viking Museum (anciennement Vikingaliv) est une exposition permanente consacrée à l'âge des Vikings. Le musée a ouvert ses portes en 2017 sur l'île de Djurgården à Stockholm en Suède.

## Description
The Viking Museum est le seul musée de Suède consacré exclusivement aux Vikings. Le musée décrit les conditions de l'époque viking et expose des objets empruntés au musée de Gotland et au musée de Sigtuna. L'exposition comprend également une reconstitution d'un homme de l'ère viking, un paysan de Sigtuna à qui on a donné le nom de « Leifur ».
Le musée comprend une attraction de onze minutes, Ragnfrids Saga (la saga de Ragnfrid), au cours de laquelle le visiteur peut faire l'expérience d'un voyage à travers l'Europe au temps des Vikings.